# Parasit-TV
Parasit-TV var ett humorprogram i åtta halvtimmesavsnitt som sändes i SVT2 år 2001. Medverkande var bland andra Peter Apelgren, Anna Mannheimer, Jonas Inde, Olle Sarri, Cecilia Frode, Jacob Ericksson och Kajsa Ingemarsson. Serien gick ut på att driva med SVT och deras program som Expedition Robinson, Aspegren mitt i maten, Allsång på Skansen, Antikrundan med flera. Scenograf och rekvisitör var Magnus Ahlström.